# 中村舜次郎
中村 舜次郎（なかむら しゅんじろう、1847年9月14日（弘化4年8月5日） - 1931年（昭和6年）3月14日）は、明治から昭和時代初期の政治家。自由民権運動家。新聞経営者。衆議院議員（1期）。

## 経歴
相模国足柄上郡松田惣領（神奈川県足柄上郡松田村を経て現松田町）の地主・中村滝右衛門、ユキの二男として生まれる。漢学を修める。1864年（元治元年）18歳にして同村の百姓代となり、維新後は大区小区制のもとで戸長、足柄県副区長、神奈川県区長を歴任した。1872年（明治5年）より『足柄新聞』の経営を引き受け、3年間に渡り同紙による地方啓蒙に尽くした。1878年（明治11年）から1886年（明治19年）まで初代足柄上郡長、1891年（明治24年）から1896年（明治29年）まで第4代同郡長を務めた。ほか、町村組合会議長、行政裁判所評定官、交詢社社員を務めた。国会開設運動や東海道本線の敷設、治水などに尽くした。
1908年（明治41年）5月の第10回衆議院議員総選挙では神奈川県郡部から立憲政友会所属で出馬し当選。1909年（明治42年）12月、選挙法違反で有罪判決。1910年（明治43年）11月10日に辞職、衆議院議員を1期務めた。1911年（明治44年）2月23日に従五位返上を命じられる。墓所は松田町の延命寺、寒田神社に碑がある。

## 親族
- 娘婿：石渡繁胤（二女トシ夫、養蚕学者）[8]